# San Miguel el Grande (Guerrero)
San Miguel el Grande es una localidad del estado mexicano de Guerrero. Es parte del municipio de Alcozauca de Guerrero.

## Toponimia
El nombre «San Miguel» hace referencia al santo patrono de la localidad: Miguel Arcángel.

## Demografía
| Gráfica de evolución demográfica |
|                                  |

| Censo | Población |
| ----- | --------- |
| 1950  | 303       |
| 1960  | 237       |
| 1970  | 577       |
| 1980  | 815       |
| 1990  | 1 073     |
| 2000  | 603       |
| 2010  | 1 145     |
| 2020  | 1 245     |